# Fjäderbensstag
Fjäderbensstag används för att få en styvare bilkaross och därmed erhålla bättre väghållning. Mängder av övriga detal]er för att förbättra väghållningen finns. Fjäderbensstag monteras mellan fjädertornen.